# 郭昌植
郭 昌植（クァク・チャンシク、朝鮮語: 곽창식）は、朝鮮民主主義人民共和国の軍人、政治家。護衛司令官、朝鮮労働党中央委員会委員。朝鮮人民軍における軍事称号（階級）は上将。

## 経歴
2019年3月10日に実施された最高人民会議第14期代議員選挙で代議員に選出され、4月10日に開催された朝鮮労働党中央委員会第7期第4回総会で党中央委員会委員候補に補欠選挙された。同月には尹正麟に代わって護衛司令官に就任した。同年12月31日に開催された朝鮮労働党中央委員会第7期第5回総会第4日会議で党中央委員会委員に補欠選挙された。
2021年1月5日から開催された朝鮮労働党第8次大会で中央委員会委員に再選された。